# Era vitoriana

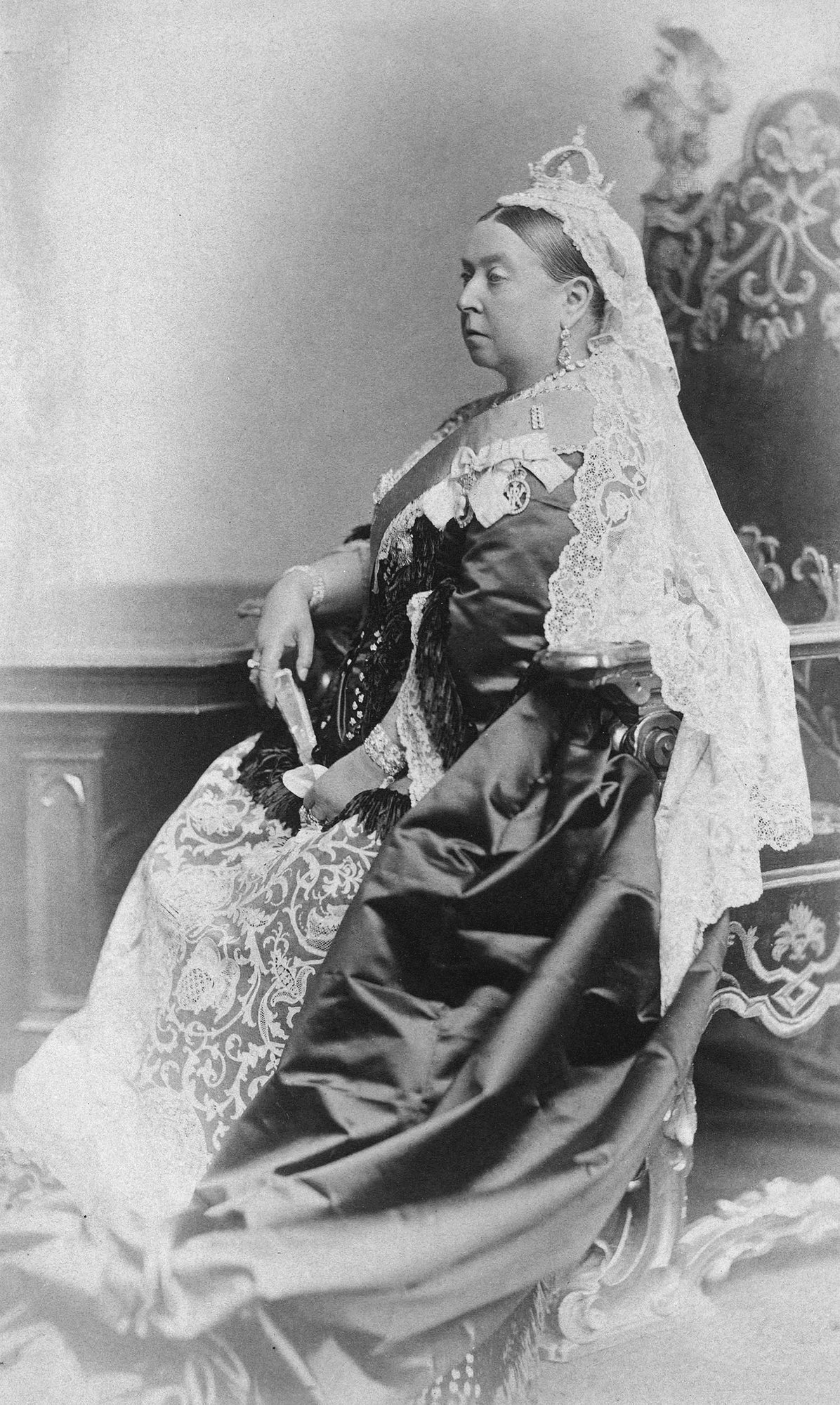
A rainha Vitória deu o nome para a era histórica.

Na história do Reino Unido, a era vitoriana foi o período do reinado da rainha Vitória, de junho de 1837 até sua morte em janeiro de 1901. Localiza-se entre o período georgiano e o eduardiano, e a sua segunda metade coincide com o começo da Belle Époque na Europa continental. Alguns estudiosos poderiam estender o início do período à aprovação do Ato de Reforma de 1832, como a marca do verdadeiro início de uma nova era cultural.
Foi um longo período de paz e relativa prosperidade para o povo britânico, também conhecido como Pax Britannica, com os lucros adquiridos a partir da expansão e domínio do Império Britânico no exterior, bem como o auge e consolidação da Revolução Industrial e o surgimento de novas invenções. Tudo isso permitiu que uma grande e instruída classe média se desenvolvesse. Dos grandes nomes do pensamento moderno foram forjados na época: Charles Darwin e Sigmund Freud. Apesar dos seus impulsos de modernização na ciência, no mergulho do indivíduo e na dinâmica econômica, esta Era foi marcada também por rígidos costumes, moralismo social e sexual, fundamentalismo religioso e exploração capitalista.
Ao final do século, as políticas do novo imperialismo levaram ao aumento de conflitos coloniais e posteriormente, à Guerra Anglo-Zanzibari e a Guerra dos Bôeres na África. Internamente, a política se tornou cada vez mais liberal, com uma série de mudanças graduais na direção de reformas políticas e ao alargamento dos direitos do voto.
Durante a era vitoriana, a população da Inglaterra quase duplicou, passando de 16,8 milhões em 1851 para 30,5 milhões em 1901. A população da Irlanda diminuiu rapidamente, de 8,2 milhões em 1841 para menos de 4,5 milhões em 1901.
No início da era vitoriana, a Câmara dos Comuns foi dominada por dois partidos, os whigs e os tories. A partir de 1850, os whigs são chamados de liberais e os tories ficaram conhecidos como conservadores. Ambas as partes foram lideradas por estadistas proeminentes, incluindo lorde Melbourne, Sir Robert Peel, lorde Derby, lorde Palmerston, William Gladstone, Benjamin Disraeli e lorde Salisbury.
Em 1901, com a morte da rainha Vitória e a ascensão de Eduardo VII, iniciou-se a era eduardiana.

## Economia

Abertura da linha ferroviária entre Liverpool e Manchester (1830)

Nesta época, a indústria da Grã-Bretanha continuou a ser predominantemente têxtil e, juntamente com a indústria do vestuário empregava quase 40% da mão-de-obra industrial em 1880. A mecanização aconteceu de forma distinta nos setores: alguns, como o do algodão, adotaram-na mais rapidamente, enquanto outros, como o da lã, com um maior atraso. A indústria siderúrgica cresceu de forma bastante rápida, mas perdeu força ao longo da época. O nível de exportações britânicas foi maior na segunda fase da Revolução Industrial, entre 1840 e 1860.
No período vitoriano, uma das mais importantes medidas econômicas adotadas foi a revogação dos Atos de Navegação, que foram instituídos por Oliver Cromwell no século XVII. Tal fato deu-se em razão do crescimento naval de outras nações o que estava afetando o comércio e a economia inglesa. O não envolvimento em questões de guerra na Europa também contribuiu para o efetivo desenvolvimento económico que já era acelerado. A participação mundo afora nos transportes públicos, com as companhias de capital, e produtos industrializados terminaram por consolidar o apogeu económico do período.
A revolução ao nível dos transportes, com a introdução do comboio e do barco a vapor, fez com que fossem necessárias maiores quantidades de materiais pesados como o ferro e o aço e ainda o carvão, o que fez com que estes mercados se expandissem. Entre 1850 e 1873, o Reino Unido produziu dois terços do carvão a nível mundial, metade do algodão e quase metade dos produtos metálicos.
Em 1850, a Grã-Bretanha tinha pouco mais de 200 000 trabalhadores em 3 000 minas. Este número aumentou e atingiu o meio milhão de pessoas ainda antes do final do século. O elevado número de mineiros em certos distritos tornava este grupo decisivo em alturas de eleições e muitos, motivados pela falta de condições de segurança no trabalho e aos baixos ordenados, acabaram por aderir a sindicatos de ideologia socialista.
Em meados do século XIX, metade das empresas era de pequena dimensão. No Lancashire, em 1841, apenas 0,5% das empresas tinha mais de 500 trabalhadores e 50% das empresas não chegavam aos 100 trabalhadores. Em 1871, mais de 23 000 fábricas tinham em média 86 trabalhadores.
Os caminhos-de-ferro conheceram um grande crescimento na época. Desde a inauguração da primeira ferrovia, que ligava Liverpool e Manchester em 1830 até 1875, construíram-se mais de 70% das linhas ferroviárias. Em 1850, 19 companhias ferroviárias tinham um capital superior a 3 milhões de libras, sendo que na época poucas empresas ultrapassavam as 500 000 libras.
Também foi durante a era vitoriana que se construíram e desenvolveram as primeiras linhas do metro de Londres.

## População na era vitoriana
Na era vitoriana houve um aumento demográfico sem precedentes no Reino Unido. A população aumentou de 13,9 milhões em 1831 para 32,5 milhões em 1901. O Reino Unido foi o primeiro país a passar pela transição demográfica e pelas revoluções agrícola e industrial.
A Grã-Bretanha era líder no rápido crescimento económico e populacional. Na época, Thomas Malthus acreditava que a falta de crescimento fora do Reino Unido se devia à “armadilha malthusiana” que dita que a população tem tendência a aumentar mais rapidamente do que os recursos materiais, o que resultava em crises (tais como fomes, guerras ou epidemias) que reduziam a população para números mais sustentáveis. O Reino Unido escapou à “armadilha malthusiana” devido ao impacto positivo da Revolução Industrial nas condições de vida da população. As pessoas tinham mais dinheiro e podiam melhorar as suas circunstâncias, portanto o aumento da população era sustentável.

### Taxa de fecundidade

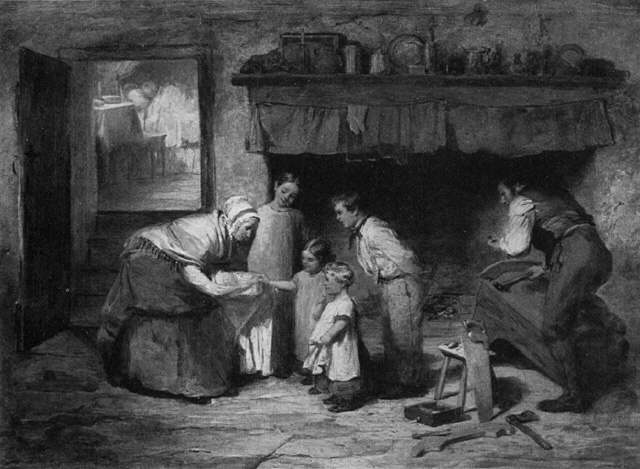
Família vitoriana. Óleo de David Henry Friston

A taxa de fecundidade aumentou em todas as décadas da era vitoriana até 1901, ano em que começou a estabilizar. Existem várias razões que justificam o aumento da taxa de natalidade. Uma delas é biológica. Uma vez que as condições de vida melhoraram, a percentagem de mulheres capazes de engravidar aumentou. Uma outra explicação pode ser social. No século XIX, o número de casamentos aumentou e a população em geral casou-se em idades bastante jovens. As razões que levavam as pessoas a casarem-se tão jovens são incertas. Uma das possíveis explicações prende-se ao facto de a prosperidade económica permitir que as pessoas conseguissem pagar o casamento e as novas habitações mais cedo do que era possível anteriormente.
As taxas de natalidade começaram por ser medidas através do método da taxa de natalidade bruta, que media os nascimentos por ano na população por cada mil pessoas. Este método não é considerado o mais preciso uma vez que as taxas de fertilidade dos grupos-chave não é clara. O método também não tem em consideração as mudanças populacionais, tais como o mesmo número de nascimentos numa população mais reduzida (como quando os homens vão para a guerra, etc.).
A estabilização da taxa de fecundidade no início do século XX deveu-se sobretudo a algumas grandes mudanças: certos contraceptivos foram disponibilizados e o comportamento a nível sexual da população alterou-se.

### Taxa de mortalidade
A taxa de mortalidade no Reino Unido mudou bastante durante o século XIX. Não houve nenhuma catástrofe de fome ou surto epidémico na Inglaterra e na Escócia durante esse século, sendo a primeira vez na História do país que essa situação se verificou. As mortes por cada mil habitantes na Inglaterra e no País de Gales desceram de 21,9 entre 1848 e 1854 para 17 em 1901. O estatuto social teve um grande impacto na taxa de mortalidade uma vez que as classes mais elevadas tinham uma taxa mais baixa de morte precoce no início do século XIX do que as classes mais baixas.
As condições ambientais e de saúde também melhoraram durante a era vitoriana. As melhorias na nutrição também tiveram um papel importante. As redes de esgotos foram melhoradas, assim como a qualidade da água. Com melhores condições ambientais, as doenças espalhavam-se mais dificilmente e as pessoas eram menos contaminadas. Houve também evoluções a nível da medicina uma vez que a população tinha mais dinheiro para gastar em inovações na área médica (tais como técnicas para prevenir a morte durante o parto, pelo que mais mulheres e crianças sobreviviam), o que também levou a que se encontrassem mais curas para as doenças. Porém, houve uma epidemia de cólera em Londres entre 1848 e 1849 que matou 14 137 pessoas e mais 10 738 quando voltou a surgir em 1853. Há quem atribua esta anomalia à substituição das fossas sépticas nos esgotos de Londres.

## Sociedade

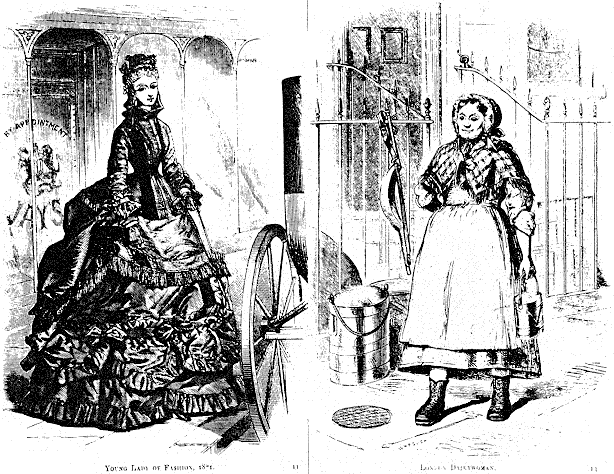
A diferença entre classes expressa na forma de vestir em 1871. Mulher aristocrática e mulher da classe trabalhadora.

A sociedade da era vitoriana era pródiga em moralismos e disciplina, com preconceitos rígidos e proibições severas. Os valores vitorianos podiam classificar-se como “puritanos”, e na época a poupança, a dedicação ao trabalho, a defesa da moral, os deveres da fé e o descanso dominical eram considerados valores de grande importância.
Os homens dominavam, tanto em espaços públicos, como em privado e as mulheres deviam ser submissas e dedicar-se em exclusivo à manutenção do lar e à educação dos filhos. Existem vários exemplos de como a sociedade levava a moralidade ao extremo, mas um dos mais notáveis foi a condenação de Oscar Wilde e de Lord Alfred Douglas a dois anos de trabalhos forçados por sodomia, por terem mantido um caso.
Talvez tenha sido esta moralidade acentuada que levou o psicanalista Jacques Lacan a dizer que sem a rainha Vitória não teria existido a psicanálise, uma vez que foi ela que fez com que fosse necessário o que Lacan apelidou de “despertar”.
Certas condições como a preguiça e o vício estavam vinculados à pobreza e o sexo era alvo de repulsa social, uma vez que era associado a paixões baixas e o seu caráter animalesco provinha da carne. Por estas razões, considerava-se que a castidade era uma virtude que devia ser protegida.
A insatisfação feminina, em qualquer circunstância, era considerada um distúrbio de ansiedade e tratada com medicamentos e psicanálise e, se a mulher tivesse recursos econômicos suficientes, o distúrbio era tratado por um “especialista” que a estimulava sexualmente com as suas mãos.
Uma novidade da época foi o abandono da ruralidade: em 1851, e pela primeira vez na História, o número de habitantes das cidades ultrapassou o das aldeias. Nos anos seguintes, o número de populações rurais diminuiu de forma acelerada, ainda que o número de camponeses se tivesse mantido estabilizado. Em 1880, a população rural constituía apenas 10% da população total ativa e a falta de alimentos era resolvida com a importação.
A industrialização deu origem a uma classe média burguesa que aumentou gradualmente a sua influência nas normas culturais, estilo de vida e valores morais da sociedade. A casa da classe média passou a ter características que a identificavam de forma clara. Anteriormente, tanto nas vilas como nas cidades, o espaço residencial era adjacente ou incorporado no local de trabalho e ocupava virtualmente o mesmo espaço geográfico. A vida privada e a vida profissional passaram a ser distintas. Na era vitoriana, a vida familiar inglesa tornou-se cada vez mais compartimentada: o lar era uma estrutura autossuficiente que abrigava a família imediata e que era alargada de acordo com as circunstâncias e podia incluir outras relações de sangue. O conceito de privacidade tornou-se um marco da vida da classe média. “…A casa inglesa fechou-se e tornou-se mais escura no decorrer desta década (1850), o culto da vida doméstica associou-se ao culto da privacidade”. A burguesia vivia num espaço interior, escondido atrás de cortinas e desconfiava das intrusões, abrindo apenas as suas portas com convites para festas ou para o chá. “O facto de as pessoas não se conhecerem umas às outras e de a sociedade contribuir para a manutenção de uma fachada que escondia inúmeros mistérios, foram os temas que preocuparam muitos dos romancistas de meados do século”.

### As classes sociais

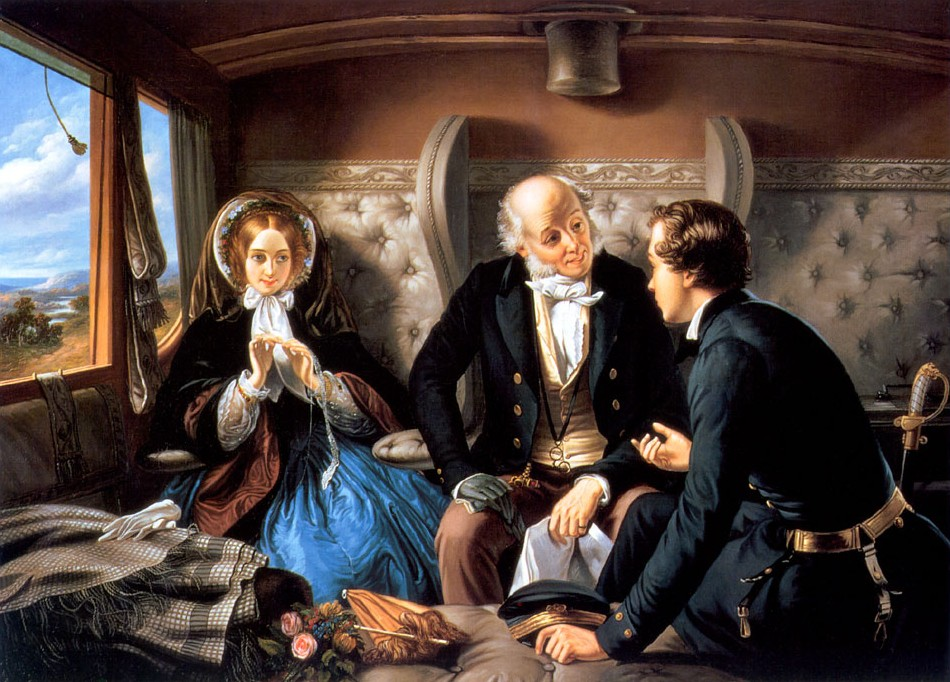
Segunda versão da obra de Abraham Solomon, First Class - The Meeting (1855). A obra original causou polêmica por mostrar dois jovens a falar enquanto o homem mais velho dormitava e teve de ser alterada para se ajustar à moral vitoriana.

A imagem cotidiana da era vitoriana é a de uma sociedade burguesa e de classe média. Porém, as diferenças dentro desta classe não estavam muito definidas. A burguesia inglesa definia-se a si mesma como middle class, o que a distinguia da upper class, constituída pela nobreza e pelos aristocratas de grandes famílias. A alta burguesia era constituída por banqueiros, homens de negócios e financeiros que tinham conseguido a sua fortuna em virtude das novas características da economia.
A classe média comum e a classe média baixa tentavam imitar os costumes das classes mais altas e os seus membros eram pequenos comerciantes e empresários, médicos e advogados, entre outros.
As normas sociais eram definidas pelas classes mais elevadas. Os aristocratas possuíam propriedades com mais de quatro mil hectares nas quais passavam os meses de verão e, no inverno, iam para Londres. Os gentry, um grupo social do qual faziam parte cerca de três mil famílias que possuíam propriedades de tamanho superior a cem e inferior a quatro mil hectares, seguiam também estas normas.
No seu conjunto, a classe alta controlava, em 1873, quase 80% da superfície da Inglaterra  e possuía ainda uma representação no Parlamento e no conselho de ministros que chegava a atingir os 80% e 60% respetivamente. Além disso, ocupava os postos de chefia do exército (três quartos destas posições estavam nas mãos de membros da classe alta em 1838) e da igreja anglicana (até ao final do século, cerca de metade dos bispos estavam casados com mulheres da aristocracia).
A classe trabalhadora, a baixa, possuía um elevado número de empregados domésticos. Em 1851, cerca de 1 900 indivíduos realizavam esse tipo de tarefas, em 1871 esse número atingia já quase o meio milhão e, no final do século XIX eram já quase dois milhões e meio de pessoas.
Os trabalhadores não possuíam quaisquer benefícios sociais. A única regulação que existia consistia na Lei dos Pobres, mas ela servia de pouco.

### Prostituição
A dupla moral sexual era comum na era vitoriana. Se por um lado a rainha mandou aumentar as toalhas de mesa do palácio para que cobrissem as pernas da mesa na sua totalidade, uma vez que dizia que elas podiam fazer lembrar as pernas de uma mulher aos homens, por outro, desenvolvia-se um mundo sexual clandestino onde proliferava o adultério e a prostituição. Existiam ainda as cortesãs, mulheres que “cuidavam” exclusivamente dos monarcas.
A noite encarregava-se de ocultar os vícios: no Este de Londres aglomeravam-se os bordéis, as salas de espetáculos e as salas de jogos. Nas ruas vendiam-se drogas, sexo e faziam-se apostas. Além disso, haviam orgias, espetáculos eróticos, abuso sexual e violência. Nesta Inglaterra, desenvolveu-se o primeiro preservativo em látex, numa época em que em público se defendia que as relações sexuais deveriam existir apenas com fins reprodutivos.
A prostituição era uma atividade bastante frequente no Reino Unido do século XIX. Só em Whitechapel, a polícia metropolitana estimava que existiam cerca de 1 200 prostitutas de classe social baixa e 62 bordéis. No geral, estas mulheres vendiam os seus serviços por valores bastante baixos e tinham diferentes nacionalidades. Londres era uma capital em crescimento económico acentuado e um destino popular para muitos estrangeiros.
As prostitutas enchiam os bares e as ruas de Whitechapel, um dos bairros mais pobres do East End de Londres. Porém, também se encontravam perto de teatros e de estabelecimentos de ócio masculinos, desde bordéis até locais onde os homens bebiam e viam espetáculos eróticos, muitas vezes protagonizados por menores. A prostituição homossexual também existia, ainda que o seu secretismo fosse ainda maior.

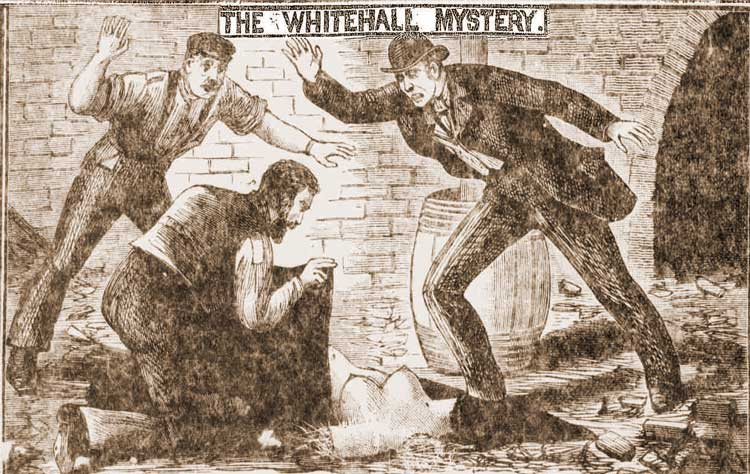
The Whitehall Mystery, uma ilustração da descoberta de um torso humano numa cave em 1888

Em 1864, foram aprovadas as Contagious Diseases Acts (leis que regulavam as doenças transmissíveis), que foram modificadas em 1866 e em 1869. Estas leis estabeleciam a criação de um comité que deveria investigar as doenças venéreas nas forças armadas e nas áreas adjacentes. Estas leis permitiam que os polícias detivessem e submetessem as prostitutas a controles venéreos e, se alguma doença fosse diagnosticada, a prostituta era enviada para um hospital e ficava isolada até à sua recuperação. Uma das primeiras mulheres que pediu a abolição destas leis foi Josephine Buttler, que ajudava prostitutas numa instituição de caridade católica e considerava que elas eram vítimas da opressão masculina. Buttler iniciou uma campanha contra estas leis em 1869.
Um estudo realizado no final da era vitoriana revelou que mais de 90% das prostitutas na prisão de Millbank eram filhas de trabalhadores não qualificados ou semi-qualificados e mais de 50% tinham sido criadas por serventes e as restantes por mulheres com trabalhos precários como vendedoras ambulantes, lavadeiras e empregadas de limpeza.
O surgimento de Jack, o Estripador no verão de 1888 foi devastador para as prostitutas de Londres. A histeria apoderou-se não só de Londres, mas também do país inteiro que lia as notícias nos jornais com assombro e indignação por a polícia não ter detido nem um só homem. O homicídio de prostitutas era comum na altura. Registavam-se bastantes esfaqueamentos, assim como suicídios de mulheres que cortavam as suas próprias gargantas com facas (na época, este método de suicídio era bastante comum), mas o modus operandi do assassino surpreendeu até os mais insensíveis. O assassino nunca foi encontrado.

### Trabalho infantil

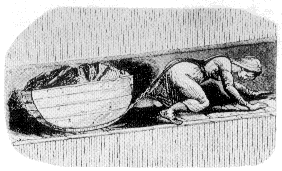
Trabalho infantil numa mina de carvão no Reino Unido

O livro Oliver Twist de Charles Dickens é talvez o melhor reflexo da vida precária de muitas crianças na era vitoriana. Foi publicado em 1838 e caiu como um “balde de água fria” nos britânicos, fazendo uma crítica mordaz à hipocrisia social, às instituições e à justiça devido aos estragos que causaram e por terem levado a fome, o trabalho e a mortalidade às crianças. Charles Dickens começou a trabalhar na adolescência, aos 12 anos, numa empresa que produzia graxa de sapatos quando a sua família se encontrava detida numa prisão civil.
Na época as crianças oriundas de famílias mais pobres deviam contribuir para o orçamento familiar e faziam muitas vezes trabalhos de alto risco em troca de ordenados bastante baixos. As fábricas procuravam crianças a partir dos 4 anos de idade para trabalhar. Os rapazes mais ágeis limpavam chaminés e as crianças pequenas eram contratadas pelas indústrias mineira e têxtil onde entravam por túneis demasiado estreitos e baixos para adultos e em máquinas em funcionamento para as limparem, procurar cones e encontrar linhas rotas nos teares. Os acidentes de trabalho eram comuns e muitas crianças morreram nos seus locais de trabalho. O pó e a humidade das fábricas faziam com que muitas crianças morressem de doenças contraídas no trabalho tais como tuberculose, asma e alergias. Um inquérito realizado em 1878 mostrou que as crianças trabalhadoras mediam em média menos 12 centímetros do que as crianças aristocráticas e burguesas. Além disso, as crianças eram açoitadas se a sua produtividade diminuísse. No Reino Unido, as crianças desfavorecidas pertenciam à igreja que as vendiam às fábricas através de anúncios publicados em jornais quando elas começavam a ser demasiadas e já não havia condições para tratar delas. Em muitos casos, as crianças eram vendidas sem o consentimento dos pais.
Algumas crianças da época trabalhavam como moços de recados, varredores, engraxadores de sapatos e vendiam artigos de baixo preço nas ruas tais como fósforos e flores. Outras aprendiam certas aptidões, tais como construção e serviço doméstico. As horas de trabalho eram longas: os trolhas chegavam a trabalhar 64 horas por semana no verão e 52 horas no inverno, enquanto que os empregados domésticos chegavam a trabalhar 80 horas por semana. Muitas jovens trabalhavam como prostitutas (a maioria das prostitutas em Londres tinham entre 15 e 22 anos).
Um dos pioneiros na investigação do trabalho infantil e das suas consequências, foi o cirurgião e farmacêutico Charles Turner Thackrah, que publicou vários estudos onde revelou os seus riscos para a saúde e propôs medidas preventivas. Na sua obra, The Effects of Arts, Trades and Professions and of Civic States and Habits of Living, on Health and Longevity, revela, num tom de preocupação, os longos horários que as fábricas têxteis deviam cumprir, principalmente as mais pequenas. A sua opinião e diversas obras contribuíram para a criação de reformas nas leis. O Estado inglês tomou medidas em 1833 que regulavam o trabalho infantil. O Factory Act impedia que crianças com menos de 9 anos trabalhassem e obrigava que as fábricas registassem os seus horários e fornecessem apoio escolar. O facto de as crianças terem uma profissão impedia que fossem para a escola e, em 1828, 2 em cada 14 crianças britânicas tinham andado na escola.
Em Inglaterra, 44% dos ladrões e 23% dos agressores tinham menos de 21 anos de idade.

### A cultura do ópio e de outras drogas

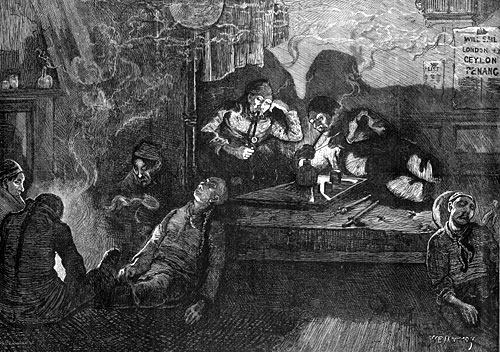
Representação de um grupo de homens a fumar ópio em 1874

Apesar da rigorosa moral vitoriana, eram muitas as práticas não tão morais como a cultura do ópio, cujo relato mais significativo foi o de Thomas de Quincey no livro autobiográfico Confessions of an English Opium-Eater, que foi amplamente difundido e traduzido em várias línguas e no qual se retrata o uso e vício do ópio. Quincey consumiu ópio em forma de láudano para tratar uma nevralgia dental e ficou viciado. Tal não é muito estranho, uma vez que o ópio era distribuído livremente na corte real e até a própria rainha Vitória o consumia misturado com cocaína na forma de pastilhas e, na ficção, Sherlock Holmes (cujas histórias venderam milhões de cópias) injetava cocaína frequentemente, uma vez que esta droga era receitada a pessoas que pensavam demais e eram muito nervosas. O ópio era consumido como uma “droga social” e com o tempo a sua concessão mudou e passou a ser consumido nos mesmos locais onde se praticava a prostituição.
Os britânicos não só viam no ópio benefícios medicinais, como também benefícios económicos, uma vez que o exportavam. Em 1830, a situação crítica da sociedade chinesa fez com que fosse ordenado um combate ao ópio e, em 1839, o representante chinês Lin Hse Tsu enviou uma carta à rainha Vitória a pedir-lhe para não autorizar a comercialização de substâncias tóxicas: “(…) Parece que esta mercadoria envenenada é fabricada por algumas pessoas diabólicas em locais que estão sob a lei de Sua Majestade (…) Ouvi dizer que é proibido fumar ópio no seu país. Isso significa que não ignora até que ponto ele pode ser nocivo. Porém, em vez de proibir o consumo de ópio, era melhor proibir a sua venda ou, melhor ainda, o seu fabrico”. Obviamente, a rainha rejeitou o pedido. Entre 1839 e 1842, teve lugar a Primeira Guerra do Ópio que terminou com a China a render-se, a entrega da ilha de Hong Kong ao Reino Unido e a subsequente abertura das importações. Entre 1856 e 1869, teve lugar a Segunda Guerra do Ópio, na qual a Grã-Bretanha e a França eram aliadas e que teve consequências ainda mais catastróficas para a China que não aceitou os primeiros tratados que ditavam que devia, quando terminasse a guerra, legalizar o comércio do ópio, indemnizar a Grã-Bretanha e a França, abrir o seu comércio, indemnizar os comerciantes britânicos e abrir a cidade de Pequim ao comércio.
O ópio era de tal forma aceito pela sociedade que os grandes autores da era vitoriana, como Charles Dickens, Oscar Wilde e Sir Arthur Conan Doyle fazem referências à droga em muitas das suas obras.

### A obsessão para com a morte

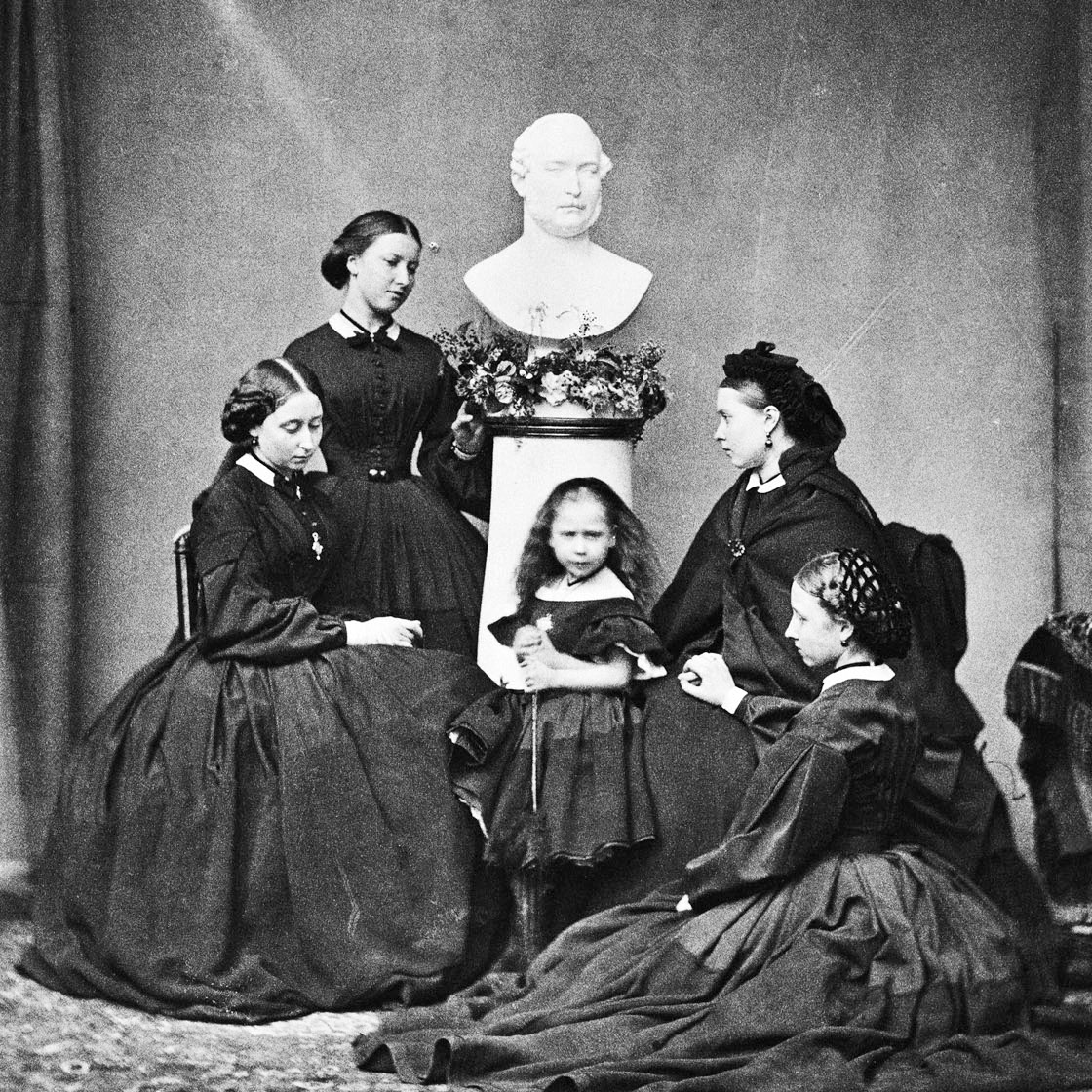
As cinco filhas da rainha Vitória em luto após a morte do seu pai, o príncipe Alberto

A morte era algo que estava bastante presente na sociedade vitoriana. A esperança média de vida de 1830 em Londres das classes mais altas era de 44 anos, a dos homens de negócios era de 25 anos e a das classes trabalhadoras não ultrapassava os 22 anos de idade. Além disso,
57% das crianças das classes trabalhadoras morriam antes de completarem 5 anos.
Ao contrário do que acontece nos dias de hoje, em que cerca de 80% das mortes ocorre em hospitais, na era vitoriana a maioria das pessoas morria em casa, o que fazia com que houvesse uma maior proximidade com a morte e que se criassem certos rituais em seu redor. Quando alguém estava às portas da morte, era costume chamar toda a família que se reunia à volta da cama e aguardava com expectativa as últimas palavras do falecido. Devido à elevada mortalidade infantil e ao facto de esta ser, em muitos casos, uma das poucas ocasiões em que a família estava toda reunida, começou a surgir o costume de tirar fotografias aos falecidos. No caso das crianças, estas fotografias eram muitas vezes a única recordação que a família tinha dos seus filhos e era costume colocá-las em locais de destaque da casa, como a sala de visitas.
Havia ainda regras bastante restritas no que diz respeito ao luto. As viúvas tinham de usar vestimentas de luto durante dois anos e meio após a morte dos maridos e não podiam socializar durante esse período. A própria rainha Vitória manteve um luto de 40 anos quando o seu marido, o príncipe Alberto, faleceu.
Esta ligação à morte estendia-se ainda ao entretenimento. Os espectáculos de espiritismo atraiam multidões e em privado as sessões de espíritos com a presença de médiuns estavam em voga, principalmente nas classes mais altas. A popularidade do espiritismo nesta época é atribuída ao declínio na crença religiosa ao mesmo tempo que o prestígio da ciência aumentava. Muitos vitorianos achavam que este fenómeno apresentava uma explicação mais racional para o que sucedia após a morte e procuravam nas sessões de espíritos provas de vida após a morte.

## Cultura e entretenimento
O reflorescimento da arquitetura gótica sob a forma conhecida como neo-gótica tornou-se cada vez mais significativo nesse período, levando ao conflito entre os ideais góticos e clássicos. A arquitetura para o novo Palácio de Westminster (destruído em 1834 por um incêndio) planejada pelo arquiteto Charles Barry traz elementos góticos, inspirados nas partes intactas do edifício. A intenção foi construir uma narrativa de continuidade cultural, em oposição aos violentos rompimentos culturais e artísticos como a Revolução Francesa. O estilo gótico era apoiado pelo crítico John Ruskin, que argumentou que o mesmo sintetizava os valores sociais de comunidade e inserção, em contraste com o Classicismo, que o crítico considerava ser o epitomo da estandardização mecânica.
Em meados do século XIX, Londres acolheu a Grande Exposição de 1851, a primeira Exposição Mundial que mostrou as maiores inovações do século. No seu centro esteve o Palácio de Cristal, uma estrutura modular de vidro e ferro que foi a primeira do género a nível mundial. John Ruskin criticou a desumanização mecânica do seu desenho, mas esta estrutura acabou por ser considerada o protótipo da arquitetura moderna. Na Grande Exposição, foram mostrados os primeiros exemplares da fotografia, algo que acabou por influenciar a arte vitoriana, tendo sido a rainha Vitória a primeira monarca britânica a ser fotografada. John Everett Millais foi bastante influenciado pela fotografia (principalmente no seu retrato de John Ruskin), assim como outros artistas pré-rafaelitas. Mais tarde, a fotografia foi associada às técnicas impressionistas e de realismo social que dominariam os últimos anos de atividade de artistas como Walter Sickert e Frank Holl.
A era vitoriana foi pródiga na literatura. Enquanto que no período romântico que a precedeu a poesia foi dominante, o romance foi o género mais importante na época vitoriana. Charles Dickens (1812-1870) dominou a primeira metade do reino de Vitória: o seu primeiro romance, Pickwick Papers, foi publicado em 1836 e o seu último, Our Mutual Friends, entre 1864 e 1865. O famoso romance Vanity Fair de William Thackeray (1811-1863) foi publicado em 1848 e as três irmãs Brontë, Charlotte (1816-55), Emily (1818-48) e Anne (1820-49) também publicaram obras importantes na década de 1840. Mais tarde, em 1872, surgiu o romance Middlemarch de George Eliot (1819-80) e o maior romancista dos últimos anos do reinado de Vitória foi Thomas Hardy (1840-1928) que publicou o seu primeiro romance, Under the Greenwood Tree, em 1872 e o seu último, Jude the Obscure, em 1895.
Os romances vitorianos são, no geral, retratos idealizados de vidas difíceis nas quais o trabalho duro, a perseverança, o amor e a sorte vencem no final. A virtude é recompensada e os vilões são punidos. No decorrer do romance, as personagens melhoram, no geral, o seu caráter e há uma lição moral. Ainda que esta fórmula tenha sido a base de muitos dos primeiros romances da era vitoriana, as situações foram-se tornando mais complexas à medida que o século progredia.
Outros autores notáveis da época incluem: Thomas Love Peacock, sir Arthur Conan Doyle, Wilkie Collins, Lewis Carroll e Robert Louis Stevenson.
Robert Browning (1812-89) e Alfred Tennyson (1809-92) foram os poetas mais famosos da era vitoriana, apesar de o público mais recente preferir a poesia de Thomas Hardy que, apesar de ter escrito poemas durante toda a sua vida, só viu o seu trabalho nesse género ser publicado em 1898. Gerard Manley Hopkins (1844-89), cujos poemas foram publicados após a sua morte, em 1918, também ganhou mais reconhecimento mais recentemente. Os primeiros poemas de W.B. Yeats foram publicados ainda durante o reinado de Vitória.
Outros poetas de destaque incluem: William Morris, Dante Gabriel Rossetti, Algernon Charles Swinburne, Matthew Arnold, Christina Rossetti, Emily Brontë, Lionel Johnson, Ernest Dowson e Alfred Edward Housman.
A década de 1890 é de particular interesse, onde viram-se as primeiras tentativas por parte dos escritores ingleses de adotar os métodos e ideais dos simbolistas franceses.
No que diz respeito a textos dramáticos, não foram publicadas obras de destaque até às últimas décadas do século XIX. Na década de 1870, foram publicadas as óperas cómicas de Gilbert e Sullivan, na de 1890, foram publicadas várias peças de George Bernard Shaw (1856-1950) e Oscar Wilde (1854-1900) publicou a sua peça The Importance of Being Earnest em 1895.
Outras peças e autores da época incluem: adaptações para os palcos do Frankenstein de Mary Shelley e do novo gênero de romances sobre vampiros. Em 1849 as histórias de Frankenstein e dos vampiros são finalmente combinadas em Frankenstein; ou A Vítima do Vampiro. Em 1887, The Model Man, uma peça teatral na qual o monstro Frankenstein e um vampiro estão no Ártico, aparece em Londres. As peças de Henrik Ibsen causam controvérsia no palco de Londres, com homens como James Joyce e George Bernard Shaw apoiando o novo estilo dramático oriundo da Noruega.
A nível musical, as brass bands eram bastante populares. Uma vez que a gravação de música ainda não era uma realidade, muita gente tinha apenas acesso à mesma quando estas bandas tocavam em coretos.

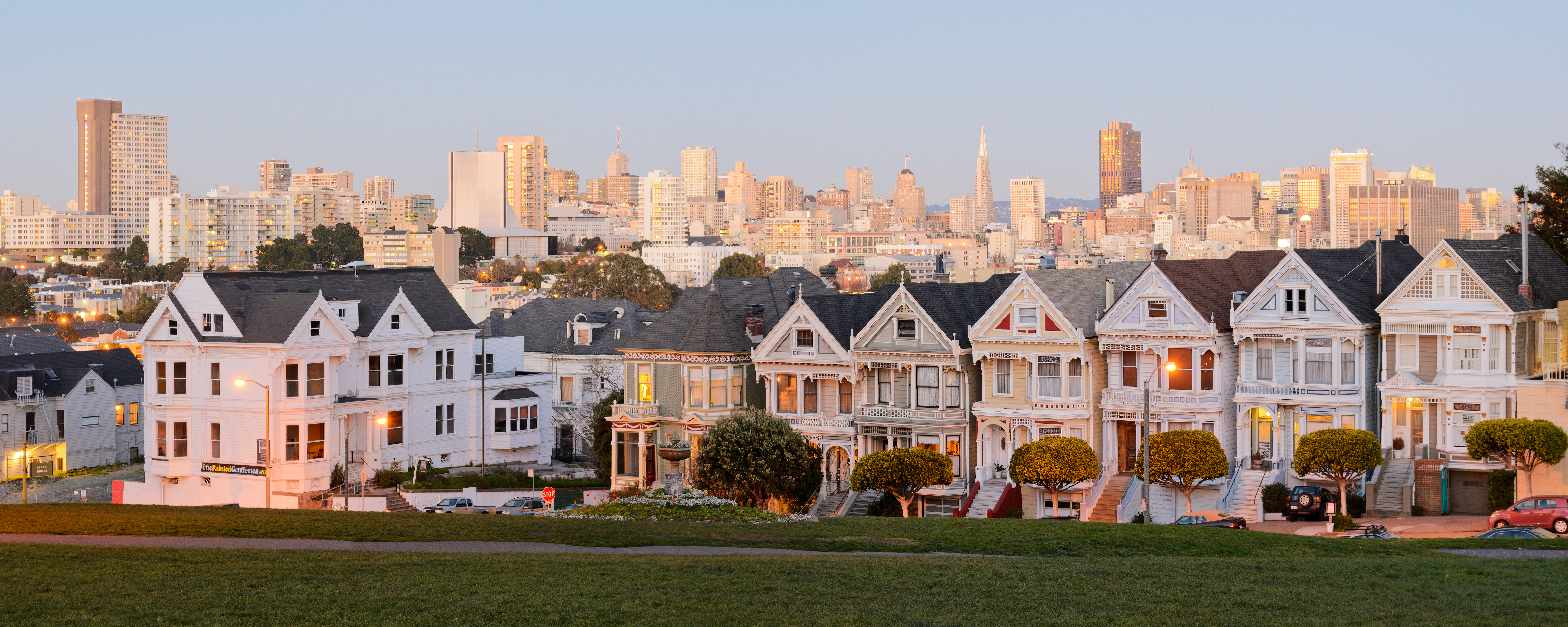
Casas em estilo vitoriano em São Francisco, Califórnia, Estados Unidos.

A era vitoriana foi ainda a era dourada do circo britânico. O Astley's Amphitheatre em Lambeth, Londres um circo com mais de 1000 metros de largura, estava no epicentro dos circos do século XIX. A estrutura era permanente e durou um século. Os circos ambulantes dominaram nas províncias britânicas, na Escócia e na Irlanda.
Foi na era vitoriana que o desporto foi sistematicamente introduzido nas escolas privadas (public schools) inglesas. Desta forma reiniciava-se a era das atividades físicas que fora interrompida por Teodósio no século IV. Este movimento está intimamente ligado ao renascimento dos jogos olímpicos, que aconteceria em 1896 em Atenas, e este foi idealizado pelo Barão de Cobertin, mas o mérito deve ser partilhado aos primórdios da educação física inglesa que já idealizava a formação do homem como um todo, nem só intelectual e nem só físico.
O futebol também surgiu nesta época. A primeira liga de futebol foi criada pelo diretor do Aston Villa, William McGregor em 1888. O Aston Villa foi a equipa de futebol de maior sucesso na era vitoriana, uma vez que foram campeões da liga por cinco vezes e venceram três taças FA. Outros clubes proeminentes da época foram o Blackburn Rovers, o Sunderland e o Preston North End. No final do século XIX, o futebol era já um fenómeno de massas, atraindo grandes multidões maioritariamente constituídas por homens da classe trabalhadora.
Outros desportos modernos que foram introduzidos ou desenvolvidos nesta época incluem: o críquete, o ciclismo, o croquet, o skate, o hipismo e desportos aquáticos. O ténis moderno teve origem em Birmingham entre 1859 e 1865. O torneio de ténis mais antigo do mundo, o de Wimbledon, foi disputado pela primeira vez em Londres em 1877.

## Cronologia

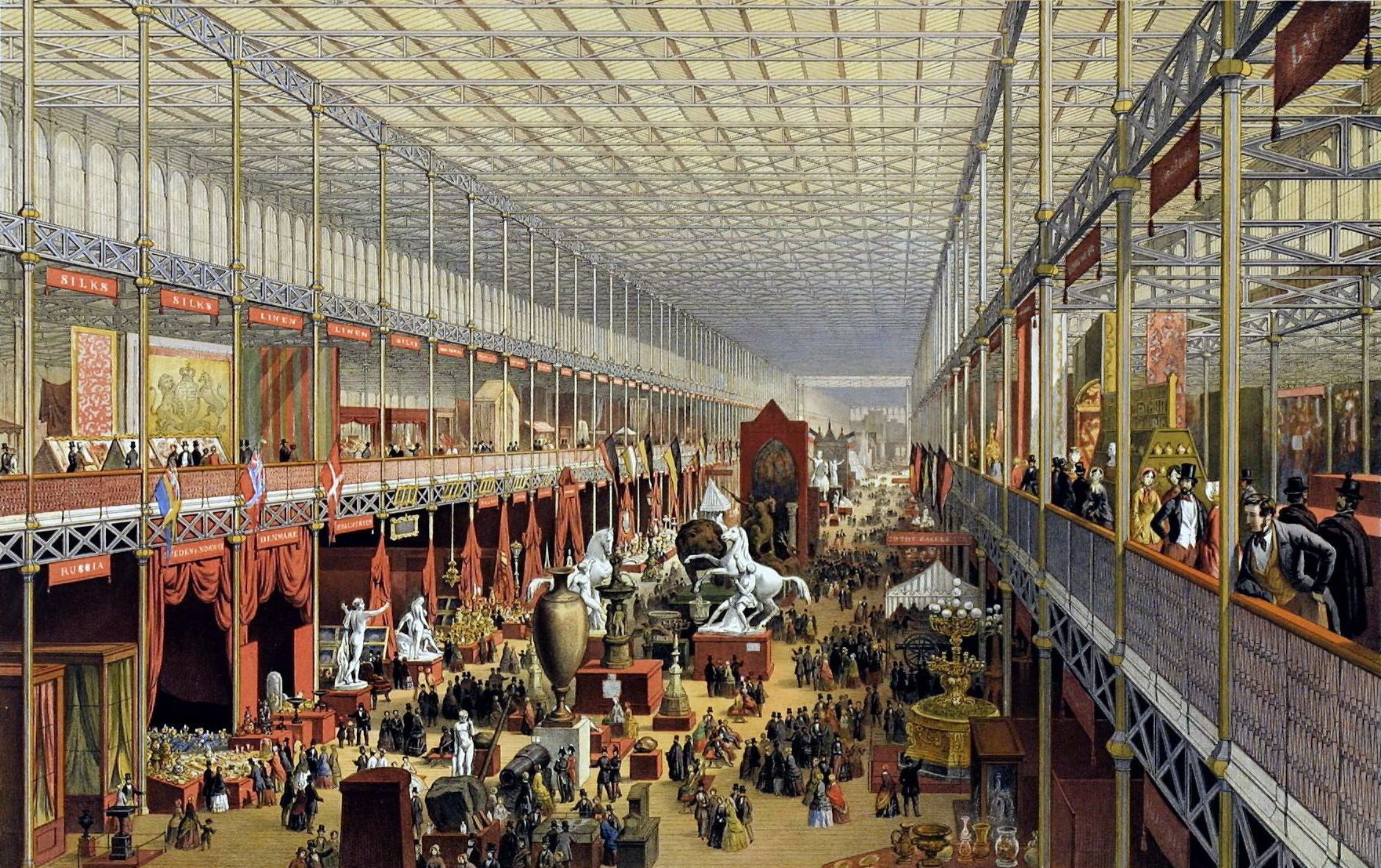
A Grande Exposição de Londres, em 1851. O Reino Unido foi o primeiro país do mundo a ter se industrializado.

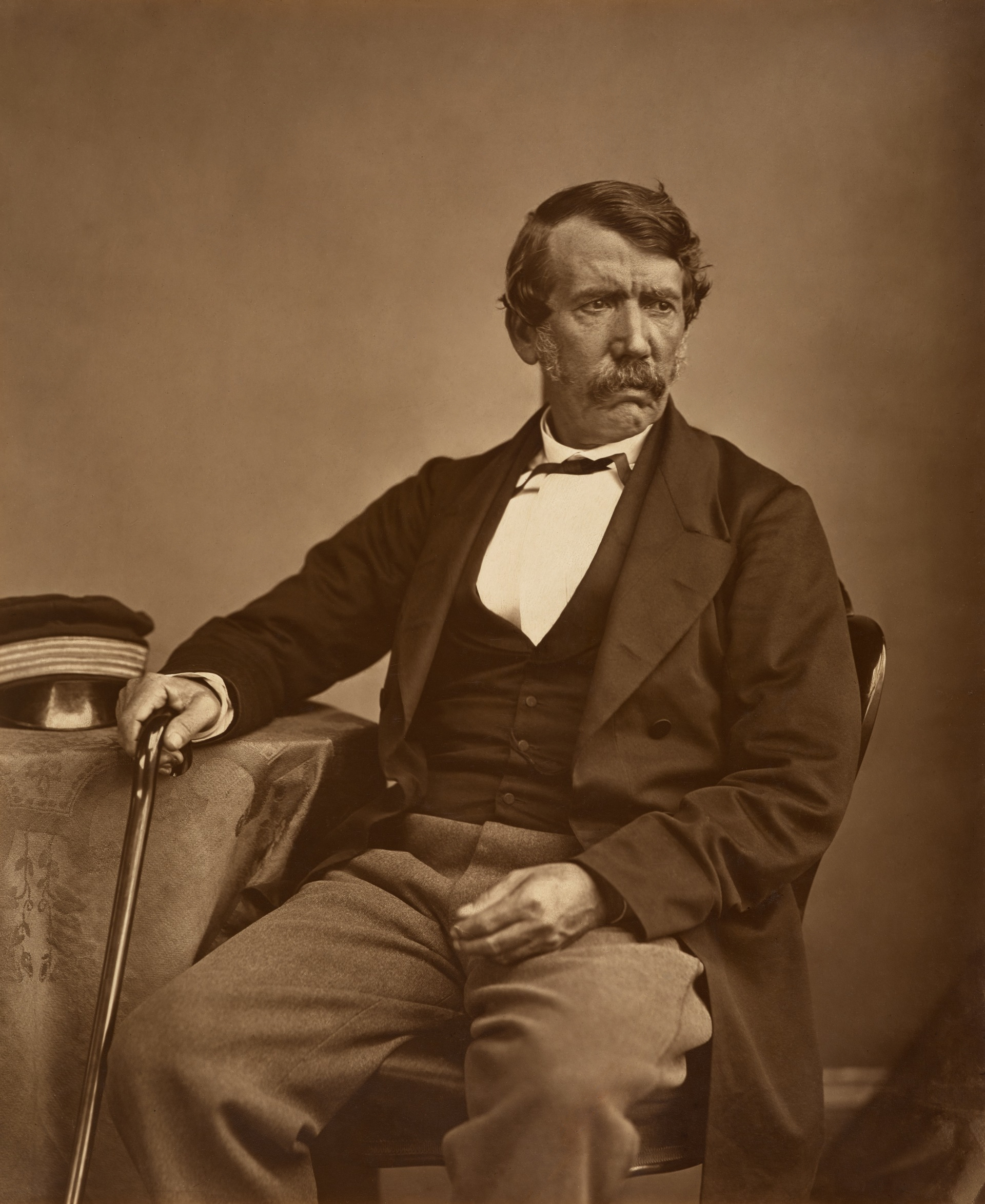
O explorador britânico David Livingstone, famoso por ter sido o primeiro europeu a ter explorado o interior da África subsaariana. Livingstone descobriu as Cataratas Vitória em 1855, tendo se tornado em uma das principais personalidades do Império Britânico durante a era vitoriana.

- 1832 - Aprovação do primeiro Ato de Reforma.
- 1838 - Ascensão da rainha Vitória para ao trono.
- 1839 - Tem início a Primeira Guerra do Ópio na China.
- 1839 - Tem início a Primeira Guerra Anglo-Afegã no Emirado do Afeganistão (atual Afeganistão).
- 1840 - A Nova Zelândia se torna uma colônia britânica, através do Tratado de Waitangi.
- 1842 - Ocorre a assinatura do Tratado de Nanquim, que simbolizou o fim da Primeira Guerra do Ópio e cessão da soberania de Hong Kong ao Império Britânico por parte da China.
- 1842 - Termina a Primeira Guerra Anglo-Afegã.
- 1842 - Massacre do exército Elphinstone pelos afegãos no Emirado do Afeganistão, resultando na morte ou prisão de 16 500 soldados e civis.
- 1842 - O "Ato das Minas" de 1842 proíbe as mulheres e as crianças trabalhem em minas de carvão, ferro, chumbo e estanho.
- 1842 - O "Illustrated London News" foi publicado pela primeira vez.
- 1845 - A grande fome irlandesa. A pior catástrofe humana do Reino Unido, a morte por inanição e a emigração em massa reduziu a população da Irlanda em mais de 50%. Essa tragédia definitivamente mudou a demografia da Irlanda e se tornou um ponto culminante do sentimento nacionalista que permeou política britânica durante a maior parte do século seguinte.
- 1848 - 2.000 pessoas morrem por semana, em uma epidemia de cólera.
- 1850 - Restauração da hierarquia católica-romana na Grã-Bretanha.
- 1851 - A Grande Exposição (considerada a 1° Grande Feira Mundial), realizada no Hyde Park em Londres apresentou as maiores inovações do século XIX. Em seu centro, havia o Palácio de Cristal, um enorme módulo de vidro e estrutura de ferro (a primeira do seu tipo). Essa estrutura foi condenada por John Ruskin como o modelo de desumanização no desenho, mas mais tarde veio a ser apresentado como o protótipo da arquitetura moderna. O aparecimento da fotografia, que foi demonstrada na Grande Exposição, resultou em mudanças significativas na arte vitoriana.
- 1851 - A Corrida do Ouro vitoriana. Em dez anos, a população australiana quase triplicou.
- 1852 - Ocorre a Segunda Guerra Anglo-Birmanesa na Birmânia (atual Myanmar).
- 1854 - Guerra da Crimeia: O Reino Unido declara guerra à Rússia.
- 1855 - David Livingstone descobre as Cataratas Vitória.
- 1856 - Tem início a Segunda Guerra do Ópio na China.
- 1856 - Tem início a Guerra Anglo-Persa na Pérsia (atual Irã).
- 1857 - Termina a Guerra Anglo-Persa.
- 1857 - O Motim dos Indianos: Uma revolta generalizada na Índia contra a Companhia Britânica das Índias Orientais, foi impulsionado pelos Sipais (Soldados indianos a serviço da Coroa Britânica). A rebelião, que não envolveu apenas Sipais, mas muitos setores da população indiana, durante um ano. Em resposta ao motim, a Companhia Britânica das Índias Orientais foi abolida em Agosto de 1858 e se inicia o período do Raj britânico.
- 1858 - É inaugurado no dia 16 de agosto o primeiro cabo telegráfico transatlântico que ligou a Europa às Américas. Nesta ocasião a Rainha Vitória enviou um telegrama de congratulações ao então presidente dos Estados Unidos, James Buchanan, o qual levou 16 horas para ser enviado.
- 1859 - Charles Darwin publica "A Origem das Espécies".
- 1860 - Termina a Segunda Guerra do Ópio na China.
- 1861 - Morte do príncipe Alberto. A rainha se recusa a sair em público por muitos anos.
- 1871 - Henry Morton Stanley encontra David Livingstone em Ujiji, na atual Tanzânia, após anos sem notícias de seu paradeiro.
- 1875 - O Reino Unido compra do Egito ações do canal de Suez.
- 1877 - Ocorre o Delhi Durbar de 1877.
- 1878 - Tratado de Berlim é assinado. Chipre se torna uma colônia Britânica.
- 1878 - Tem início a Segunda Guerra Anglo-Afegã no Emirado do Afeganistão (atual Afeganistão).
- 1880 - Termina a Segunda Guerra Anglo-Afegã.
- 1881 - Tem início a Guerra Mahdista na África.
- 1882 - Ocorre a Guerra Anglo-Egípcia no Egito.
- 1882 - As tropas britânicas começam a ocupação do Egito, a fim de assegurar uma rota comercial e a passagem para a Índia. O Egito se torna um protetorado.
- 1885 - Ocorre a Terceira Guerra Anglo-Birmanesa na Birmânia (atual Myanmar).
- 1888 - O assassino em série conhecido como "Jack o Estripador" matou e mutilou prostitutas nas ruas de Londres, levando a uma e histeria e cobertura internacional da imprensa. Os jornais usaram as mortes para trazer maior foco na situação difícil dos desempregados e para atacar líderes políticos e da polícia. Apesar do assassino nunca ter sido capturado, o caso levou a renúncia de sir Charles Warren.
- 1896 - Ocorre a Guerra Anglo-Zanzibari em Zanzibar, no dia 27 de agosto.
- 1898 - Ocorre a Segunda Convenção de Pequim, onde a China estendeu por 99 anos a cessão de Hong Kong ao Império Britânico.
- 1898 - Ocorre o Incidente de Fachoda na cidade de Fachoda (atual Kodok), no Sudão Mahdista (atual Sudão do Sul).
- 1899 - Termina a Guerra Mahdista na África.
- 1901 - Com a morte da rainha Vitória, Eduardo, seu filho, ascende ao trono e dá início ao período eduardiano.